# Радиометрический эффект
Радиометрический эффект — явление самопроизвольного движения неравномерно нагретых тел, помещённых в разреженных газах, в направлении от более нагретой стороны к менее нагретой. Неравномерность нагревания обычно осуществляется односторонним освещением тела, с чем и связано название эффекта. Силы, приводящие тело в движение, называются радиометрическими.

## Природа
В образовании радиометрических сил играет роль тепловое скольжение — движение приповерхностного слоя газа к более горячей части поверхности тела и вызванное вязкостью распространение этого движения на далёкие от поверхности слои газа: так как выполняется закон сохранения импульса, то тело движется в противоположном направлении; именно так происходит собирание пыли на холодных стенках, расположенных у батарей центрального отопления.
Второе явление, способствующее радиометрическому эффекту, имеет молекулярно-кинетическое происхождение: происходит сообщение молекулами газа при отражении от более нагретой стороны тела ему большего импульса, чем молекулами, отражающиеся от менее нагретой стороны.

## Разреженность газа
В плотных газах явление радиометрического эффекта не имеет места. Это вызвано тем, что пристеночный слой мал, так как молекулы проходят чрезвычайно малое расстояние от тела до столкновения со следующей молекулой. Мала длина свободного пробега. При высоком давлении также не имеет место движение молекул в сторону более нагретой части поверхности тела, их движение абсолютно хаотично.
Вызванная молекулярно-кинетической природой эффекта сила пропорциональна давлению. Она играет заметную роль в слабо-разреженных газах, в которых давление относительно не велико.
Вызванная тепловым скольжением и вязкостью сила существенна в средне-разреженном газе, так как, с одной стороны, скорость теплового скольжения растёт с увеличением разреженности газа, но, с другой стороны, явление течения "пристеночного слоя" газа в сильноразреженных газах невозможно, так как длина свободного пробега велика, и молекулы после столкновений с телом значительно отдаляются от его поверхности.
В сильно-разреженных газах в условиях малой роли теплового скольжения молекулярно-кинетическая сторона радиометрического эффекта также играет основную роль.